# Phyllodromica cazurroi
Phyllodromica cazurroi är en kackerlacksart som först beskrevs av Bolívar 1885.  Phyllodromica cazurroi ingår i släktet Phyllodromica och familjen småkackerlackor. Inga underarter finns listade i Catalogue of Life.